# ميثاق سعد آباد
أبرم ميثاق سعد آباد بين العراق، تركيا، أفغانستان وإيران يوم 8 يوليو 1937 بقصر سعد أباد في طهران. وهو ميثاق عدم اعتداء، واستمر لمدة خمس سنوات. تم التوقيع على الميثاق في قصر سعد آباد في طهران وكان جزءًا من مبادرة لعلاقات شرق أوسطية - شرقية أكبر بقيادة ملك أفغانستان محمد ظاهر شاه. تم تبادل التصديقات في طهران في 25 يونيو 1938، ودخل الميثاق حيز التنفيذ في نفس اليوم. تم تسجيله في سلسلة مواثيق عصبة الأمم في 19 يوليو 1938.